# Macrostylis cauliflora
Macrostylis cauliflora är en vinruteväxtart som beskrevs av I.J.M. Williams. Macrostylis cauliflora ingår i släktet Macrostylis och familjen vinruteväxter. Inga underarter finns listade i Catalogue of Life.